# Robert Stone

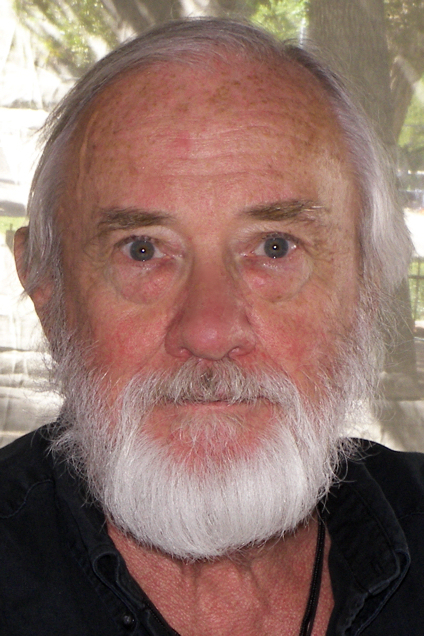
Robert Stone

Robert Stone (ur. 21 sierpnia 1937 roku na Brooklynie, zm. 10 stycznia 2015 roku w Key West) – amerykański pisarz o zacięciu psychologicznym i politycznym, stosujący czarny humor.
Najbardziej znana jego powieść to Dog Soldiers (1974), thriller o dziennikarzu przemycającym heroinę z Wietnamu. Książka zdobyła National Book Award w 1975 roku.
Był przedstawicielem kontrkultury lat 60. Mieszkał w Nowym Jorku.